# Castillo de los Cornel (Alfajarín)
El castillo de los Cornel se sitúa en el término municipal de Alfajarín, en la provincia de Zaragoza sobre una cumbre de los Montes Blancos, junto a la ermita de la Virgen de la Peña de la localidad.

## Historia
El castillo de Alfajarín fue construido por los musulmanes en el siglo XI. Alfajarín y su castillo se rindieron ante el avance cristiano (1119) tras la reconquista de Zaragoza por Alfonso I el Batallador en 1118, pero poco después volvió a manos musulmanas y en 1131 tuvo que volver a tomarlo el rey Alfonso, poniendo como tenente a Fortún Galíndez.
Tras la muerte de Alfonso I Batallador, a consecuencia de las heridas sufridas en la batalla de Fraga en 1134, volvió a poder de los almorávides, no siendo reconquistado definitivamente hasta 1141, durante el gobierno de Ramón Berenguer IV quien puso tenentes al frente de la guarnición hasta 1196.
Desde final del siglo XIII y hasta finales del siglo XIV perteneció a la baronía de los Cornel, como consecuencia de la donación hecha por Jaime II de Aragón en 1293. Tras extinguirse esta baronía fue comprado por diferentes personajes. Entre ellos destaca Ramón de Espés y la familia de los Alagón. Con posterioridad el castillo quedó abandonado y comenzó un proceso de ruina.

## Antecedentes islámicos
Al norte del pueblo, y separado de éste por la autopista A-2, se encuentra el castillo, conjunto defensivo que se alza sobre uno de los cerros que sucesivamente bordean el valle del Ebro por el norte. Saraqusta, la Zaragoza andalusí, estaba protegida, además de por sus dos recintos amurallados, por el cinturón defensivo de Saraqusta, una red de castillos que defendían las rutas comerciales que accedían a la ciudad: Alfajarín era una de las fortalezas más importantes, al menos de las conservadas, en el camino de Lérida; Santa Bárbara (Valdespartera), Cuarte, Cadrete y María estaban en el camino de Córdoba y Valencia; y Rueda en el camino de Toledo. Otros castillos se construirían en la segunda mitad del s. XI para prevenir el acoso de los aragoneses desde el norte la Taifa de Saraqusta. En este grupo estarían los de Castellar, Miranda, Alfocea, Juslibol, La Puebla de Alfindén, Villamayor de Gállego, Villafranca de Ebro… El castillo de Alfajarín pudo ser construido en el siglo X o en el XI. Tras la ocupación de Zaragoza por Alfonso I el Batallador, en la Navidad de 1118, Alfajarín y su castillo se rindieron en 1119, al igual que todas las poblaciones circundantes. Poco después volvió a manos musulmanas y en 1131 fue tomado de nuevo por Alfonso I poniendo como tenente a Fortún Galíndez. Tras la batalla de Fraga y la muerte de Alfonso I Batallador, en 1134, volvió a poder de los almorávides, siendo reconquistado definitivamente en 1141, durante el gobierno del príncipe de Aragón, Ramón Berenguer (IV, como conde de Barcelona). Desde entonces el castillo estuvo en el régimen de tenencias hasta 1196, bajo los nombres de Alfagareno y Alliagerin.
El castillo está relacionado en mayor o menor medida con otras edificaciones de Alfajarín. En primer lugar con la vecina ermita de la Virgen de la Peña, cuyas fachadas eran del mismo tapial de yeso que el castillo, aunque fueron revestidas y pintadas hace décadas. Las fotografías antiguas revelan no solamente el acabado original sino que la fachada oeste, la que mira al castillo, estaba flanqueada por gruesos muros que indican una mayor amplitud del edificio original y el uso militar en origen. Estos arranques de muros son visibles también en la actualidad, aunque, con respecto al hastial de la ermita, descontextualizados. El topónimo de la advocación de la ermita puede provenir con la probable etimología de Alfajarín, “Las Dos Peñas”, ya que se trataba de una segunda fortificación que acompañaba al actual castillo. Poco después de la conquista se consagraría como iglesia dedicada a Santa María, ampliándose por la cabecera hacia comienzos del s. XIII con un ábside románico. El proceso pudo ocurrir con la iglesia del entonces barrio de San Miguel, convertida en la actual parroquia.

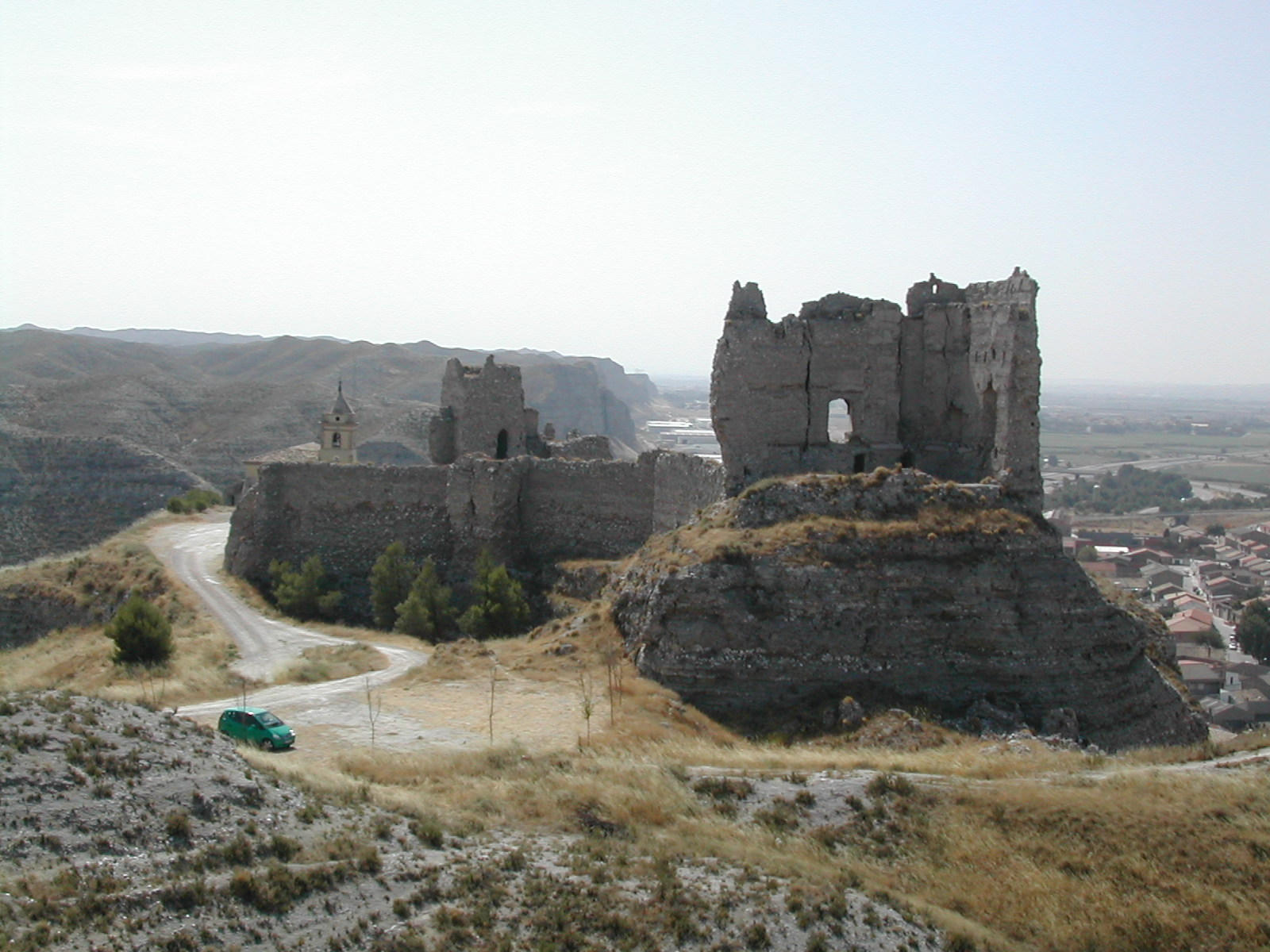
El castillo desde el oeste

## Descripción
La fortaleza se sitúa sobre un espolón rocoso sobre la ribera del Ebro, defendido por los lados norte y este por acantilados naturales y en el resto se construyó un foso defensivo para proteger la entrada teniendo acceso con puente levadizo protegido con dos torres. En una de las torres se encontraba el acceso en recodo, con arco apuntado revestido de ladrillo, en la actualidad muy deteriorada. La otra torre destaca por su volumen, presenta planta cuadrada, de unos 6 metros de lado, y gran altura. Interiormente se estructuraba en dos plantas superpuestas, cubiertas con bóvedas de cañón apuntado, de las que la de la planta baja ha desaparecido. Posee dos puertas y una ventana en arco apuntado situadas en la cara que mira al interior del recinto. el recinto tiene planta pentagonal irregular midiendo aproximadamente 100 por 60 metros.
El muro norte es el menos deteriorado y en él se abre un portillo que lo une con la Torre del Homenaje, vigilado a su vez por un torreón rectangular. En el extremo este presenta existe torreón pentagonal en muy mal estado. Existe un foso artificial en todo este extremo. La torre del homenaje se construyó en el siglo XIV y en esta época también se reforzó todo el castillo. Esta torre debía ser imponente, pero solo conserva dos paredes de gran espesor. La construcción es de tapial revestido de ladrillo macizo hasta media altura.